# Festival de Albacete
El Festival de Albacete es un festival de música, teatro y danza que se celebra anualmente desde 1955 en la ciudad española de Albacete.
El evento tiene lugar en verano, entre agosto y septiembre. Se celebra en numerosos puntos de la capital albaceteña tales como la Plaza de toros de Albacete, el Teatro Circo de Albacete, la Caseta de los Jardinillos, la plaza del Altozano o el Parque Abelardo Sánchez.
El festival reúne a importantes artistas, grupos y compañías e incluye géneros como la ópera o el flamenco.